# Minierfliegen
Die Minierfliegen (Agromyzidae) sind eine Familie der Zweiflügler (Diptera) und gehören hier zu der Unterordnung der Fliegen (Brachycera).

## Beschreibung
Die Imagines sind sehr klein und werden nur ca. zwei bis drei Millimeter lang. Sie ernähren sich von Pflanzensäften, die sie durch Einstiche aus Blättern saugen. Die gelblich weißen Larven dieser Fliegenfamilie, die wie alle Zweiflüglerlarven (Maden) keine Kopfkapsel und Beine haben, sind Blattminierer. Sie leben endophytisch in Blättern und anderen Pflanzenteilen und fressen diese auf, ohne deren Außenhaut zu verletzen. Je nach Art unterscheiden sich die Fraßbilder in Gang-, Spiral-, Blasen- oder Platzminen. Die weiblichen Imagines haben einen Legebohrer (Ovipositor). Viele Arten dieser Familie eignen sich gut für biologische und ökologische Studien.
Zahlreiche Arten dieser Familie sind von wirtschaftlicher Bedeutung, da sie sich sehr schnell entwickeln (bei manchen Arten in nur vier Tagen) und dadurch mit Massenauftreten Schäden anrichten können. Dies betrifft vor allem die Arten der Gattungen Liriomyza und Phytomyza. Die fertig entwickelten Larven verpuppen sich entweder in oder außerhalb ihrer Minen oder lassen sich auf den Boden fallen. Ihre natürlichen Feinde in Mitteleuropa sind unter anderem Schlupfwespen wie z. B. Dacnusa sibirica und Diglyphus isaea.

## Vorkommen
Die Minierfliegen sind weltweit mit ca. 3.000 Arten verbreitet. In Mitteleuropa kommen ca. 350 Arten vor. In Europa zählen insgesamt 906 Arten und Unterarten zu dieser Familie.

## Fossile Belege
Zahlreiche fossile Befunde zu dieser Familie gehen ausschließlich auf Fraßspuren zurück (Ichnofossilien) und sind mithin so lange als vorläufig anzusehen, bis dazugehörige Imagines oder Larven gefunden werden. Alle Funde sind tertiären Alters (Paläozän bis Pliozän). Die ursprünglich aus eozänem Baltischem Bernstein als Angehörige dieser Familie beschriebenen Arten sind heute ausnahmslos anderen Familien zugeordnet. Vertreter der Agromyzidae kommen allerdings im Mexikanischen und Dominikanischen Bernstein vor (beides Lagerstätten überwiegend miozänen Alters).

## Gattungen (nur Europa)
- Agromyzidae
  - Agromyzinae
    - Agromyza (A. graminicola, A. nana)
    - Hexomyza
    - Japanagromyza
    - Melanagromyza
    - Ophiomyia (O. simplex)

  - Phytomyzinae
    - Amauromyza
    - Aulagromyza (A. tridentata)
    - Calycomyza
    - Cerodontha
    - Chromatomyia
    - Galiomyza
    - Gymnophytomyza
    - Liriomyza (L. pusilla, L. urophorina)
    - Metopomyza
    - Napomyza
    - Nemorimyza
    - Phytobia
    - Phytoliriomyza
    - Phytomyza
    - Pseudonapomyza
    - Ptochomyza
    - Selachops
    - Xeniomyza